# Kostel Nejsvětější Trojice (Hlavnice)

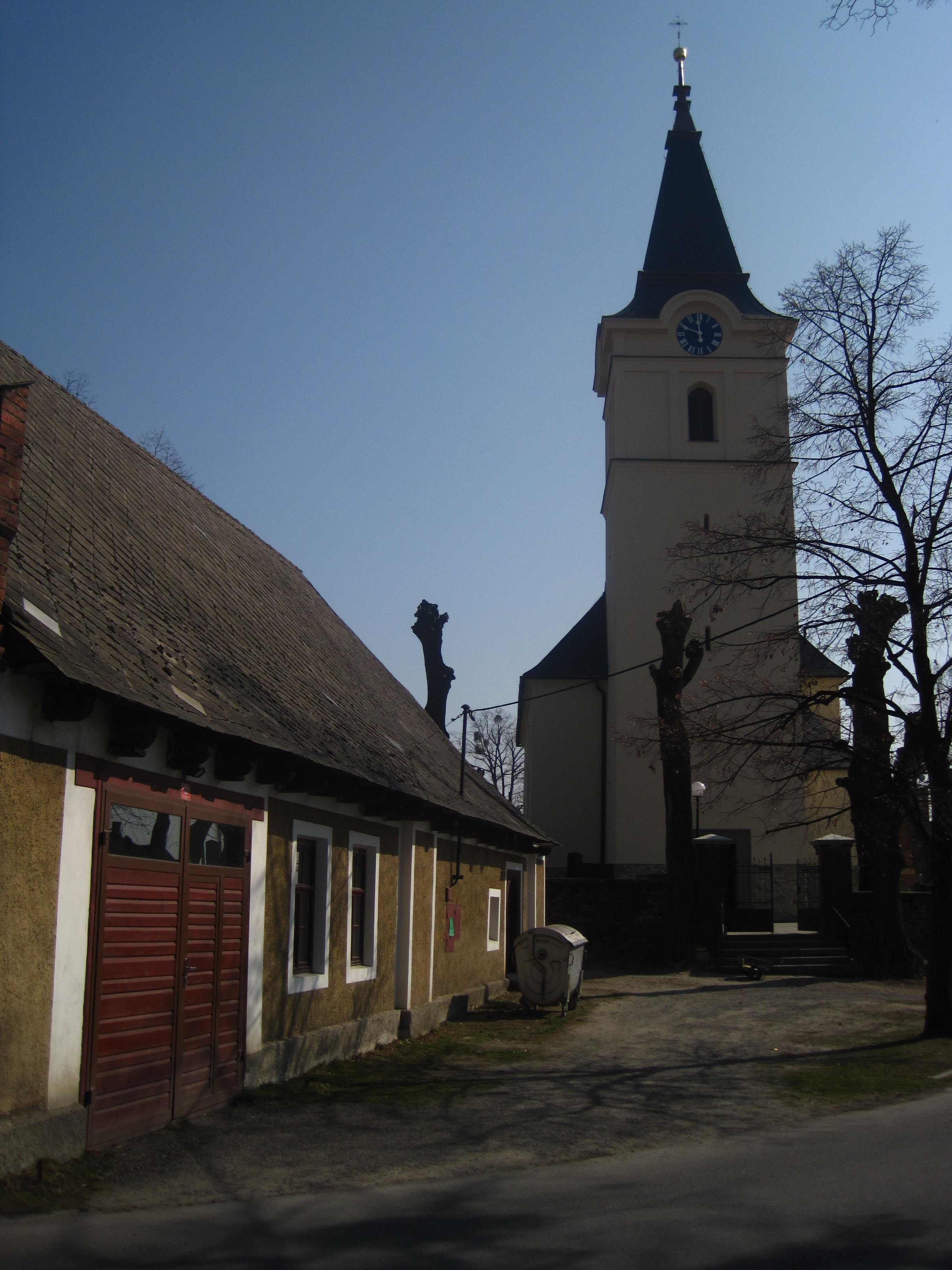
Kostel v Hlavnici

Kostel Nejsvětější Trojice Boží je jednolodní kostel v obci Hlavnice v okrese Opava v Moravskoslezském kraji. Od roku 1979 je areál zahrnující kromě kostela i ohradní zeď se dvěma branami kulturní památkou.

## Historie a popis
Kostel byl vybudován patrně v roce 1773 na místě staršího kostela.
Ten byl původně dřevěný, ale podle děkanské zprávy z Opavy roku 1672 byl v té době již celý zděný a s věží a podle zprávy byl "před sto lety od lidí víry evangelickej vystavěnej". Původní zděné jádro kostela může mít nepochybně původ starší, snad v 15. století, kdy vznikla věž, na níž byly zavěšeny zvony z té doby. Dnešní kostelní loď byla rozšířena v letech 1773 až 1776 majitelem hlavnického panství Josefem Mario Pino z Friedenthalu. Venkovní omítka byla poprvé provedena v roce 1890. Hlavní oltář, zhotovený zlatníkem a řezbářem Hugo Hanelem z Nového Jičína, pochází z roku 1941. Nad ním visí obraz Nejsvětější Trojice Boží, věnovaný kostelu roku 1878 Josefem Saliborem. Sousoší Marie a Ježíše daroval kostelu ruský důstojník v roce 1875 na počest ukončení prusko-francouzské války. Sochy sv. Jana Nepomuckého a sv. Jana Křtitele jsou z alabastru a pocházejí z doby před výstavbou kostelní lodi. V roce 1771 již byla v kostele křtitelnice. Dřevěná kazatelna s povrchovou imitací mramoru pochází z roku 1776. Sochu svaté Ludmily a svaté Hedviky vytvořil Petr Asman v roce 1900. Lavice byly zakoupeny v roce 1894. V letech 1779 až 1902 byl na zdech kostela soubor obrazů křížové cesty od kvardiána opavských františkánů P. Čermáka. Dnešní obrazy křížové cesty vyhotovil v roce 1902 akademický malíř Vilém Preis z Prahy. Barevná okna pocházejí z roku 1960, kdy farnost oslavila sté výročí. Varhany na kůru hlavnického kostela jsou z roku 1886, kdy byly zakoupeny u Riegrovy firmy v Krnově. V roce 1916 byly cínové píšťaly varhan odňaty vojenskou správou a v roce 1918 nahrazeny zinkovými. Poslední oprava varhan firmou Rieger byla provedena v roce 1942, v roce 1952 byly šlapací měchy nahrazeny elektrickým ventilátorem. Varhany jsou mimo provoz od roku 1972, kdy bylo zakoupeno koncertní harmonium, nahrazené od roku 1988 elektronickými varhanami.[zdroj?]
Hodiny na věži byly zakoupeny v roce 1876 od firmy Schneider v Bruntálu. Hřbitov okolo kostela připomíná slovanskou dobu.[zdroj?]

## Gotická věž kostela
V gotické věži hlavnického kostela jsou zavěšeny dva zvony z roku 1494, na nichž je vylit nápis: "Orengloriae veni cum pace A. D. M CCCC L XXXX IIII", v překladu: K pramenům slávy vešel jsem v pokoji léta páně 1494.
Na věži se nachází makovice, pocházející ze století sedmnáctého, neboť při přestavbě kostela v sedmdesátých létech století osmnáctého byla učiněna poznámka, že makovice je poškozena z dávných válek střílením. V makovici jsou rovněž uchovávány historické předměty a dokumenty pro budoucí generace. nejspíše první dokumenty byly vloženy v osmnáctém století, následně v roce 1832, 1866 a naposledy 2013. Mimo jiné se v makovici našla zajímavá numismatická sbírka správce hlavnického panství z první čtvrtiny devatenáctého století, série fotografií osobností obce z roku 1866 a několik vzkazů "budoucím generacím" z let 1832 a 1866 (z pera správce panství, starosty obce Mičky, majitele velkostatku Kunzeho či faráře).[zdroj?]